# Lista stadionów piłkarskich w Chorwacji
Lista stadionów piłkarskich w Chorwacji składa się z obiektów drużyn znajdujących się w 1. HNL (I poziomie ligowym Chorwacji) oraz 2. HNL (II poziomie ligowym Chorwacji). Na najwyższym poziomie rozgrywkowym znajduje się 10 drużyn, oraz na drugim poziomie 12 drużyn, których stadiony zostały przedstawione w poniższej tabeli według kryterium pojemności, od największej do najmniejszej. Tabela uwzględnia również miejsce położenia stadionu (miasto oraz region), klub do którego obiekt należy oraz rok jego otwarcia lub renowacji.
Do listy dodano również stadiony o pojemności powyżej 5 tys. widzów, które są areną domową drużyn z niższych lig lub obecnie w ogóle nie rozgrywano mecze piłkarskie.
Na jednym stadionie z listy: Maksimir w Zagrzebiu razem z serbskim stadionem Crvena zvezda w Belgradzie zostały rozegrane Mistrzostwa Europy w Piłce Nożnej 1976, które organizowała Jugosławia. Na stadionie Crvena zvezda został rozegrany finał tych mistrzostw.
Legenda:

    – stadiony IV kategorii UEFA

    – stadiony w budowie lub przebudowie

    – stadiony zamknięte lub zburzone

| Lp | Nazwa stadionu                        | Miejscowość       | Region                            | Drużyny                                                        | Otwarty / renowacja | Pojemność | Zdjęcie |
| -- | ------------------------------------- | ----------------- | --------------------------------- | -------------------------------------------------------------- | ------------------- | --------- | ------- |
| 1  | Maksimir                              | Zagrzeb           | Zagrzeb                           | Reprezentacja Chorwacji, Dinamo Zagrzeb, NK Lokomotiva Zagrzeb | 1912/ 2011          | 37 168    |         |
| 2  | Poljud                                | Split             | Żupania splicko-dalmatyńska       | Hajduk Split                                                   | 1979/ 2010          | 35 000    |         |
| 3  | Gradski vrt                           | Osijek            | Żupania osijecko-barańska         | NK Osijek, Fortuna VNO Osijek                                  | 1980                | 22 000    |         |
| 4  | Kantrida                              | Rijeka            | Żupania primorsko-gorska          | HNK Rijeka                                                     | 1913/ 1958          | 12 600    |         |
| 5  | Stadion Anđelko Herjavec              | Varaždin          | Żupania varażdińska               | NK Varaždin                                                    | 1931/ 2005          | 10 800    |         |
| 6  | Stadion Aldo Drosina                  | Pula              | Żupania istryjska                 | Istra 1961                                                     | 2010                | 10 500    |         |
| 7  | Gradski stadion                       | Sisak             | Żupania sisacko-moslawińska       | HNK Segesta                                                    | 1956                | 8 000     |         |
| 8  | Stadion im. Branka Čavlovicia-Čavleka | Karlovac          | Żupania karlowacka                | NK Karlovac                                                    | 1975/ 2009          | 8 000     |         |
| 9  | Stadion HNK Cibalia                   | Vinkovci          | Żupania vukowarsko-srijemska      | Cibalia Vinkovci                                               | 1966/ 2010          | 8 000     |         |
| 10 | Kamen Ingrad                          | Velika            | Żupania pożedzko-slawońska        | Kamen Ingrad Velika                                            | 1999                | 8 000     |         |
| 11 | Stadion Kraj Save                     | Slavonski Brod    | Żupania brodzko-posawska          | Marsonia Slavonski Brod                                        |                     | 8 000     |         |
| 12 | Stadion Radnik                        | Velika Gorica     | Żupania zagrzebska                | Gorica Velika Gorica                                           | 1987                | 8 000     |         |
| 13 | Stadion Krimeja                       | Rijeka            | Żupania primorsko-gorska          | Orijent Rijeka                                                 |                     | 7 000     |         |
| 14 | Gradski stadion                       | Vukovar           | Żupania vukowarsko-srijemska      | NK Vukovar '91                                                 |                     | 6 000     |         |
| 15 | Stadion Balinovac                     | Gospić            | Żupania licko-seńska              | NK Gospić '91                                                  |                     | 6 000     |         |
| 16 | Stadion ŠC Sloboda                    | Varaždin          | Żupania varażdińska               | Sloboda Varaždin                                               | 1987                | 6 000     |         |
| 17 | Stadion Šubićevac                     | Szybenik          | Żupania szybenicko-knińska        | HNK Šibenik                                                    | 1948                | 6 000     |         |
| 18 | Stadion Stanovi                       | Zadar             | Żupania zadarska                  | NK Zadar                                                       | 1979                | 5 860     |         |
| 19 | Stadion ŠRC Zaprešić                  | Zaprešić          | Żupania zagrzebska                | Inter Zaprešić                                                 | 1987                | 5 228     |         |
| 20 | Stadion Hrvatski vitezovi             | Dugopolje         | Żupania splicko-dalmatyńska       | NK Dugopolje                                                   | 2009                | 5 200     |         |
| 21 | Gradski stadion                       | Petrinja          | Żupania sisacko-moslawińska       | Mladost Petrinja                                               | 1987                | 5 000     |         |
| 22 | Stadion Hebrangova                    | Samobor           | Żupania zagrzebska                | NK Samobor                                                     | 1973                | 5 000     |         |
| 23 | Stadion SRC Mladost                   | Čakovec           | Żupania medzimurska               | NK Čakovec (1987–), Međimurje Čakovec (2003–)                  | 1987                | 5 000     |         |
| 24 | Stadion Kranjčevićeva                 | Zagrzeb           | Zagrzeb                           | NK Zagreb                                                      | 1921                | 5 000     |         |
| 25 | Stadion NŠC Stjepan Spajić            | Zagrzeb           | Zagrzeb                           | Hrvatski Dragovoljac Zagrzeb                                   | 2000                | 5 000     |         |
| 26 | Stadion Park mladeži                  | Split             | Żupania splicko-dalmatyńska       | RNK Split                                                      | 1955                | 4 250     |         |
| 27 | Gradski stadion                       | Koprivnica        | Żupania kopriwnicko-kriżewczyńska | NK Slaven Belupo                                               | 1996                | 4 000     |         |
| 28 | Stadion Gospin dolac                  | Imotski           | Żupania splicko-dalmatyńska       | NK Imotski                                                     | 1989                | 4 000     |         |
| 29 | Stadion Sajmiste                      | Vrbovec           | Żupania zagrzebska                | PIK Vrbovec                                                    |                     | 4 000     |         |
| 30 | Stadion pokraj Jadra                  | Solin             | Żupania splicko-dalmatyńska       | NK Solin                                                       |                     | 3 500     |         |
| 31 | Stadion ŠRC Sesvete                   | Zagrzeb           | Zagrzeb                           | NK Croatia Sesvete                                             | 1957                | 3 500     |         |
| 32 | Stadion Žuknica                       | Kostrena          | Żupania primorsko-gorska          | Pomorac Kostrena                                               |                     | 3 500     |         |
| 33 | Gradski stadion                       | Sinj              | Żupania splicko-dalmatyńska       | Junak Sinj                                                     | 2006                | 3 096     |         |
| 34 | Gradski stadion                       | Belišće           | Żupania osijecko-barańska         | NK Belišće                                                     |                     | 3 000     |         |
| 35 | Stadion Lapad                         | Dubrownik         | Żupania dubrownicko-neretwiańska  | GOŠK Dubrownik, HNK Dubrovnik 1919                             | 1919                | 3 000     |         |
| 36 | Stadion Pricviće                      | Žrnovnica         | Żupania splicko-dalmatyńska       | Mosor Žrnovnica                                                |                     | 3 000     |         |
| 37 | Gradski stadion                       | Kutina            | Żupania sisacko-moslawińska       | Moslavina Kutina                                               | 1964                | 2 000     |         |
| 38 | Stadion Lučko                         | Zagrzeb           | Zagrzeb                           | NK Lučko                                                       | 1973/ 2009          | 1 500     |         |
| 39 | Stadion sv. Josipa Radnika            | Zagrzeb           | Zagrzeb                           | Sesvete Zagrzeb                                                |                     | 1 200     |         |
| 40 | Gradski stadion                       | Sveti Ivan Zelina | Żupania zagrzebska                | NK Zelina                                                      |                     | 1 000     |         |
| 41 | Stadion ŠRC Rudeš                     | Zagrzeb           | Zagrzeb                           | Rudeš Zagrzeb                                                  |                     | 1 000     |         |